# 下関市火の山パークウェイ
下関市火の山パークウェイ（しものせきしひのやまパークウェイ）は、山口県下関市の火の山公園にある園路である。

## 沿革
都市公園法にもとづく公園施設で、火の山山頂付近に駐車場が設けられている。
1972年11月供用開始以来、下関市の管理する有料道路であったが、通行台数が完成当時の4分の1程度まで落ち込んだことなどを背景に、2006年4月1日より無料開放された。無料化直前の通行料金は、普通車400円であった。
無料開放後も無料化前と同様、夜間は閉鎖されている。

## 供用時間
- 3月から10月：8:00 - 22:00
- 11月から2月：8:00 - 21:00

## ギャラリー

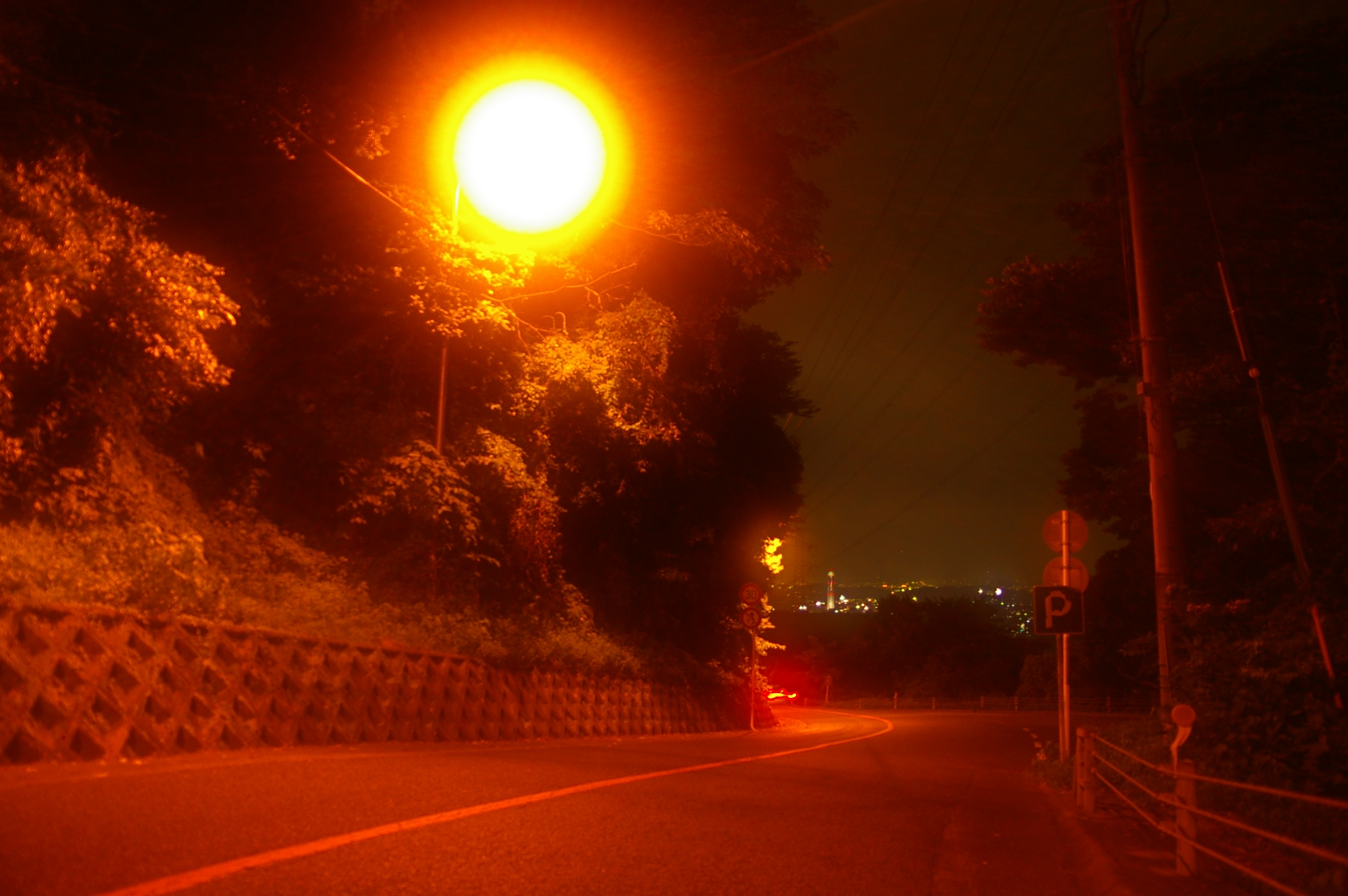
夜の火の山パークウェイ